# Tuklaty (železniční zastávka)
Tuklaty jsou železniční zastávka ve stejnojmenné obci ve Středočeském kraji, v západní části okresu Kolín. Zastávka se nachází v km 384,012 trati Praha – Česká Třebová, jejíž úsek Praha–Kolín je v jízdním řádu pro cestující označen číslem 011.
Zastávku obsluhují osobní vlaky Českých drah, jezdící na lince S1 mezi Prahou a Kolínem.

## Popis zastávky
Zastávka se nachází v úseku mezi stanicemi Úvaly a Český Brod, spolu se zastávkou Rostoklaty. Nacházejí se zde dvě nástupiště o délce 250 metrů, u každé z krajních kolejí jedno. U střední (nulté) koleje se nástupiště nenachází. Na nástupišti směr Praha stojí budova zastávky s čekárnou, která je ovšem uzavřena. Na nástupišti pro opračný směr je zděný přístřešek. Jednotlivá nástupiště jsou spojena podchodem.
Na zastávce je od roku 2015 nainstalován informační systém INISS pouze s akustickým výstupem (informační tabule zde nejsou), ovládaný z CDP Praha.